# De magische bibliotheek
De magische bibliotheek is een boek van Jostein Gaarder en Klaus Hagerup. De oorspronkelijke uitgave verscheen in 1991 in het Noors, onder de titel Bibbi Bokkens magiske bibliotek.
De roman bestaat uit twee delen, beide geschreven door twee kinderen als fictieve auteurs. Het eerste deel is geschreven als een briefroman waarin de kinderen hun ervaringen en gedachten met elkaar delen, terwijl in het tweede deel de kinderen de lezer vertellen over de gebeurtenissen die ze vervolgens samen hebben meegemaakt.

## Korte Inhoud
Nils en Berit schrijven elkaar brieven in een schrift dat ze op en neer sturen. In dit brievenschrift vertellen ze over een merkwaardige vrouw, Bibbi de Bok, die opeens overal lijkt op te duiken.
Op een dag vindt Berit een vreemde brief die uit Bibbi’s handtas is gevallen. De brief spreekt van een boek over een magische bibliotheek. Maar hoe kan het dat een oude antiquair het boek al in zijn bezit heeft voordat het is uitgekomen? En waarom verzamelt Bibbi zulke boeken? Is er misschien sprake van een geheime bibliotheek?
Nils en Berit besluiten als echte detectives antwoorden te gaan zoeken. Hun avontuurlijke tocht voert hen door de wonderlijke wereld van het boek.